# Sindromi di Hoflund nel bovino
Nel bovino la compromissione funzionale dell'attività vagale a livello addominale, derivante da ascessi perlopiù di natura traumatica, determina alterazione della funzionalità dei prestomaci e dell'abomaso. Hoflund, attraverso la resezione sperimentale dei diversi rami del nervo vago, è riuscito a riprodurre quadri clinici da lui già osservati in corso di reticolo-peritoniti traumatiche accompagnate da aderenze ed ascessi.
Sulla base delle sue osservazioni. Hoflund ha suddiviso le alterazioni funzionali dei prestomaci e dell'abomaso da soppressa attività vagale, in quattro forme:
1. La prima forma di Hoflund, rappresentata dal danno ai due rami dorsale e ventrale del vago addominale, determina arresto della motilità del rumine e del reticolo con ristagno dell'alimento e mancato passaggio nell'omaso e abomaso.
2. La seconda forma è caratterizzata da un danno al ramo ventrale del nervo vago addominale con paresi dell'omaso e dell'abomaso ed eventualmente anche del reticolo, ma con attività conservata del rumine. In questo caso viene a mancare l'attività aspirante del contenuto del reticolo da parte dell'omaso. In questo caso viene ad aversi un'alterazione funzionale dell'ostio reticolo-omasale. Questa è la forma più frequente.
3. La terza forma di Hoflund si verifica quando le diramazioni del ramo ventrale del nervo vago addominale che innervano l'abomaso, sono compromesse. In sostanza viene ad essere compromessa soprattutto l'attività dello sfintere pilorico che, rimanendo in stato di spasmo, impedisce il transito dell'alimento dall'abomaso all'intestino.
4. La quarta forma si verifica quando sono alterate soltanto piccole diramazioni del ramo ventrale del nervo vago addominale che innervano l'omaso e l'abomaso. In questo caso viene a mancare il rilascio dello sfintere pilorico ed il quadro è simile a quello della terza forma.

## Clinica
Dal punto di vista clinico le quattro forme vengono riunite in due: stenosi anteriore (reticolo-omasale) e stenosi posteriore (pilorica).

## Sintomi
I sintomi sono caratterizzati da insorgenza lenta e graduale, con presenza per diverso tempo di inappetenza, dimagrimento e talvolta meteorismo ricorrente o indigestione. Man mano che il disturbo si aggrava, risulta più evidente l'aumento di volume dell'addome e la scarsità delle feci emesse. Infine si ha bradicardia, ipotermia, cessazione della ruminazione e sospensione della defecazione.

## Diagnosi
La diagnosi precisa circa la localizzazione delle alterazioni è assai difficile col solo esame fisico. Spesso la ruminotomia esplorativa aiuta nel procedimento diagnostico.